# Arboricornus pyrrhobaphes
Arboricornus pyrrhobaphes är en fjärilsart som beskrevs av Turner 1943. Arboricornus pyrrhobaphes ingår i släktet Arboricornus och familjen nattflyn. Inga underarter finns listade i Catalogue of Life.